# Sydney Charles Buxton
Sydney Charles Buxton, 1. hrabě Buxton (Sydney Charles Buxton, 1st Earl Buxton, 1st Viscount Buxton of Newtimber) (25. října 1853, Londýn, Anglie – 15. října 1934, Newtimber Place, Sussex, Anglie) byl britský státník. Třicet let byl poslancem Dolní sněmovny a patřil k významným politikům Liberání strany. Ve vládě zastával funkce generálního poštmistra (1905–1910) a ministra obchodu (1910–1914), nakonec byl generálním guvernérem v Jižní Africe (1914–1920). Od roku 1914 byl členem Sněmovny lordů a v roce 1920 byl povýšen na hraběte. Uplatnil se také jako spisovatel a na dvou univerzitách získal čestný doktorát.

## Kariéra

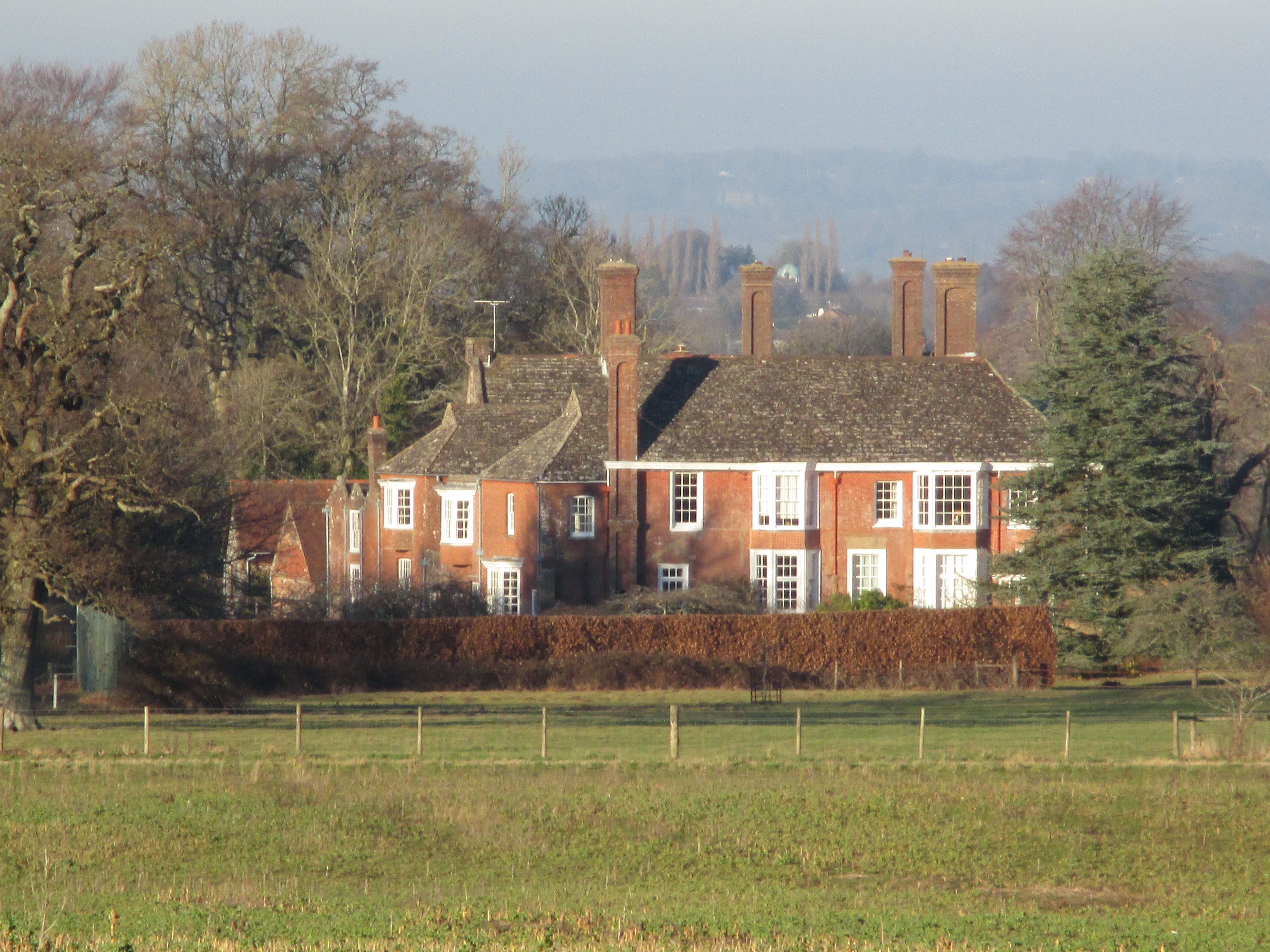
Newtimber Place (Sussex), sídlo 1. hraběte Buxtona

Pocházel ze starobylé rodiny usazené od 16. století v Norfolku, v pozdějších generacích se členové rodu věnovali také podnikání a získali značný pozemkový majetek v Anglii a Irsku. Sydney se narodil jako mladší syn podnikatele a politika Charlese Buxtona (1823–1871), který potomkům zanechal majetek v hodnotě čtvrt miliónu liber. Sydney získal středoškolské vzdělání v Bristolu, poté vystudoval v Cambridgi a v letech 1876–1882 byl členem školské rady v Londýně, již v mládí se také začal uplatňovat jako spisovatel. Jeho literární prvotina A Handbook to Political Questions (1880) se dočkala dvanácti vydání. V roce 1880 poprvé neúspěšně kandidoval ve volbách do parlamentu, členem Dolní sněmovny byl v letech 1883–1885 a 1886–1914 (poprvé byl zvolen v doplňovacích volbách za město Peterborough v roce 1883, později zastupoval jeden z volebních obvodů východního Londýna). V letech 1892–1895 byl státním podsekretářem kolonií (zároveň byl mluvčím ministerstva kolonií v Dolní sněmovně, protože tehdejší ministr kolonií 1. markýz z Riponu zasedal ve Sněmovně lordů). V letech 1895–1905 byl jako liberál v opozici, mezitím se znovu věnoval spisovatelské činnosti a ve svých knihách se věnoval finanční politice a kariéře bývalého premiéra Gladstona. Do Campbell-Bannermanovy vlády byl přizván jako generální poštmistr (Postmaster General, 1905–1910), poté byl ministrem obchodu (President of the Board of Trade, 1910–1914). V obou těchto funkcích inicioval četné reformy a změny v legislativě, od roku 1905 byl též členem Tajné rady. V roce 1914 byl s titulem vikomta uveden do Sněmovny lordů a obdržel velkokříž Řádu sv. Michala a sv. Jiří. V letech 1914–1920 zastával funkci generálního guvernéra v Jižní Africe, kde byl zároveň vysokým komisařem a vrchním velitelem. Ve spolupráci s premiérem Bothou organizoval účast jihoafrických jednotek v první světové válce a invazi do německých kolonií.
Po návratu z Afriky získal titul hraběte (1920) a stal se kancléřem Řádu sv. Michala a sv. Jiří. Obdržel čestné doktoráty na univerzitách v Oxfordu a Kapském Městě. Mimo jiné se také angažoval ve vedení několika obchodních společností a bank, znovu se uplatnil i jako spisovatel, byl autorem biografie jihoafrického premiéra Louise Bothy (Life of Gen. Botha, 1924). Dlouhodobě patřil k přátelům ministra zahraničí Edwarda Greye a podporoval jej v zahraniční politice. V pozdější době mu kvůli starému zranění musela být amputována noha a poté odešel do soukromí.

## Rodina
Poprvé se oženil v roce s Constance Lubbock, dcerou významného vědce Johna Lubbocka. Po ovdovění (1892) se v roce 1896 podruhé oženil s Mildred Smith, dcerou bankéře Hugha Smitha. Z obou manželství pocházelo celkem šest dětí. Nejstarší syn Charles Sydney Buxton (1884–1911) byl absolventem oxfordské univerzity, v roce 1910 neúspěšně kandidoval ve volbách do Dolní sněmovny a krátce poté zemřel na zánět pobřišnice. Druhorozený syn Kenneth Sydney (1886–1894) zemřel v dětství. Dcera Phyllis (1888–1942) z prvního manželství se provdala do rodiny Ponsonbyů. Syn Denis (1897–1917) z druhého manželství padl jako poručík za první světové války v Belgii. Předčasně zemřela i Denisova sestra-dvojče Doreen (1897–1923), provdaná za 10. vévodu z Graftonu. Sydney Charles Buxton přežil všechny své tři syny a jeho úmrtím zanikly šlechtické tituly, které získal.
Hlavním sídlem rodu Buxtonů byl zámek Shadwell Park (Norfolk) postavený v 18. století. V 19. a 20. století několik členů rodu zasedalo v Dolní sněmovně, Sydneyův bratranec plukovník Sir Thomas Fowell Buxton (1837–1915) byl v letech 1895–1898 guvernérem v Jižní Austrálii. Rod ve dvou liniích získal titul baroneta, jedna z nich žije dodnes (Sir Crispin Charles Buxton, 8. baronet z Belfieldu, *1958).